# Magnus Enckell
Magnus Enckell, né le 9 novembre 1870 à Hamina et mort le 26 novembre 1925 à Stockholm, est un peintre finlandais.
Étudiant à l'Académie Julian dans les années 1890, ses premières œuvres sont représentatives du symbolisme alors en vogue. Rapidement reconnu, il obtient ses premières commandes d’œuvres monumentales au début des années 1900, puis devient un des artistes finlandais les plus influents après la mort de son mentor, Albert Edelfelt. Il joue un rôle notable dans le nouvel usage de la couleur par les artistes finlandais, en créant le Groupe Septem, influencé par le néo-impressionnisme.

## Jeunesse et études (1870 - 1890)

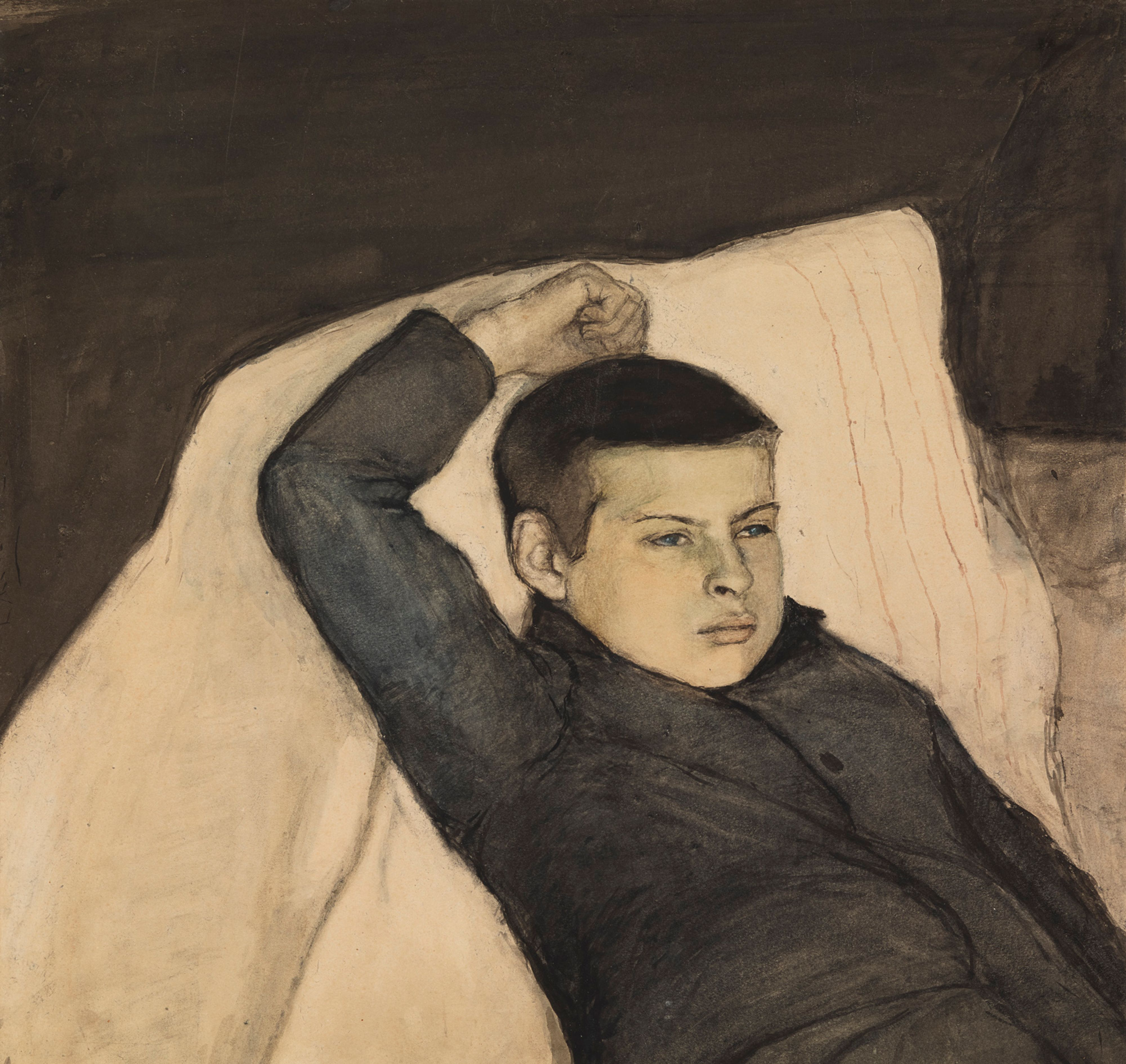
Garçon étendu (1892) est considéré comme une étude par les critiques d'alors.

Fils du pasteur Carl Wilhelm Enckell et d'Alexandra Enckell, née Appelberg, Magnus Enckell voit le jour dans la petite ville de Hamina, au sud-est de la Finlande. Sa famille possède une résidence d'été sur une île proche de Hamina, dont elle doit cependant se séparer à la mort du père de Magnus, en 1883. Le garçon commence ses études en 1881 au lycée de Porvoo, où il suit les enseignements du peintre paysagiste Johan Knutson. C'est ce dernier qui lui suggère de montrer ses dessins à l'artiste finlandais le plus influent d'alors, Albert Edelfelt ; le jeune homme le rencontre pour la première fois en 1887, et lui montre des pastels. Edelfelt devient son mentor, et Enckell intègre sur ses conseils l'Association des Arts de Finlande en 1889. Mais il est rapidement déçu par l'enseignement qui y est dispensé, et entre dès 1890 dans l'atelier privé de Gunnar Berndtson, ancien élève de Jean-Léon Gérôme. Ses camarades comptent Väinö Blomstedt, Ellen Thesleff, Sigrid Granfelt, Beda Stjernschantz, Anna Bremer von Bonsdorff et Helmi Ahlman. C'est en mars 1891 qu'il voyage à Paris pour la première fois, et il entre à l'Académie Julian, dans les ateliers de Jules Lefebvre et Benjamin-Constant. Thesleff, son amie proche, vient à Paris la même année, mais intègre l'Académie Colarossi.
Enckell a détruit un certain nombre d’œuvres produites dans les années 1890, ce qui rend difficile la compréhension précise de son évolution. Jusqu'en 1895, ses travaux sont principalement le fruit d'expérimentations, qu'il expose malgré ses techniques peu usitées pour des œuvres finies : fusain, aquarelle ou techniques mélangées, contre la traditionnelle peinture à l'huile. Il est l'un des seuls artistes, avec Thesleff, à exposer des œuvres dans des techniques aussi inhabituelles.

## Symbolisme (1890 - 1900)

### L'Académie Julian

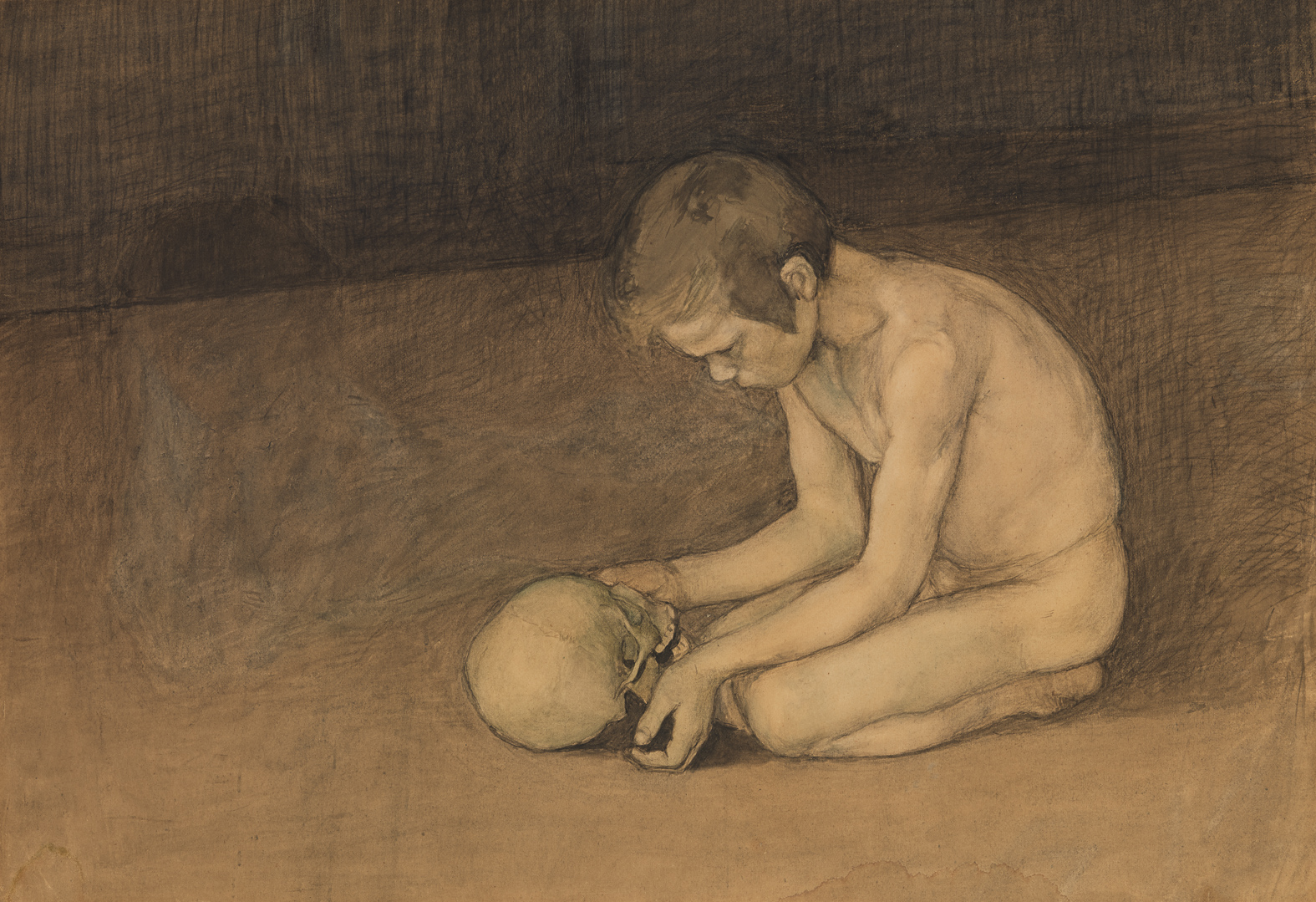
Garçon avec un crâne (1893) est caractéristique de la palette monochrome utilisée par Enckell au début des années 1890.

Son entrée à l'Académie Julian signe le début d'une période profondément marquée par le symbolisme, courant majeur en cette fin de siècle ; Pierre Puvis de Chavannes, Eugène Carrière et Odilon Redon sont parmi les principales sources d'influence pour les jeunes symbolistes, dont Enckell. Ses œuvres, à partir de 1892, se définissent par une palette ascétique, une bidimensionnalité et un contraste prononcé, qui ne plaisent pas particulièrement à Edelfelt mais dont on trouve des ressemblances dans les œuvres de Thesleff, Stjernschantz et Bremer von Bonsdorff. Il remporte le Prix Ducat de l'Association des Arts de Finlande en 1895, pour son Garçon avec un crâne. Ce changement esthétique s'accompagne d'un intérêt grandissant pour les sujets mythologiques, et Enckell fait un séjour en Bretagne où il est notamment marqué par les légendes et les processions religieuses. Paul Sérusier, membre des Nabis et de l'École de Pont-Aven, est alors un étudiant influent de l'Académie Julian. Entre 1895 et 1896, Enckell fait plusieurs séjours en Italie, durant lesquels il copie des fresques de la Renaissance, de même que Thesleff qui découvre Florence en 1894.
Les années 1890 marquent aussi la formation de ses premières relations internationales, qu'il développera toute sa vie, à Paris et ailleurs. Il participe en 1897 à un congrès d'artistes à Stockholm, durant lequel il rencontre Akseli Gallen-Kallela, Hugo Simberg et Serge de Diaghilev, ainsi qu'à une exposition organisée par ce dernier à Saint-Pétersbourg en 1898, avant de retourner à Florence.

### L'Exposition universelle de 1900

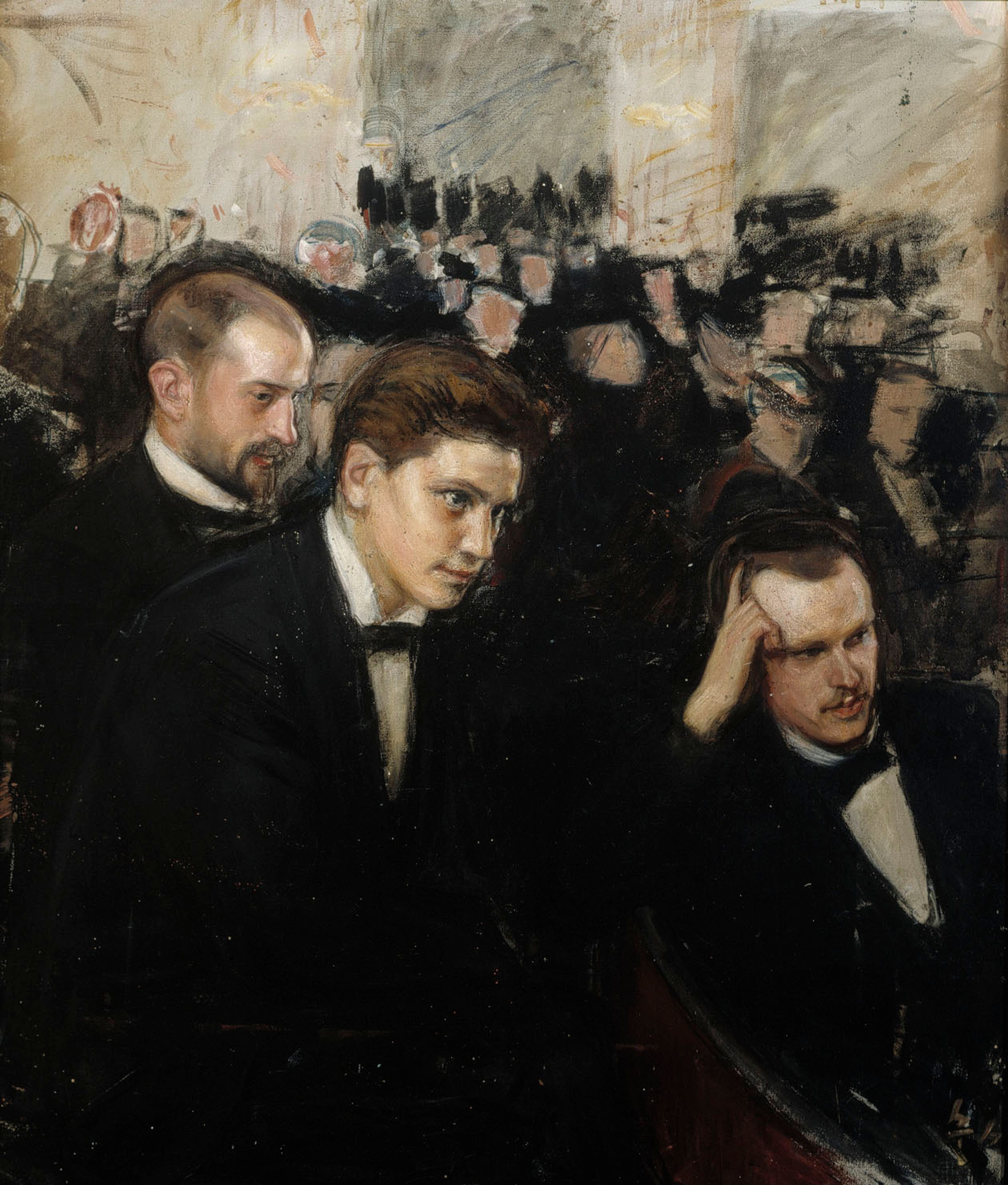
Au concert (1897) est présenté à l'Exposition universelle de 1900.

L'Exposition universelle de 1900, à Paris, a une grande importance pour les artistes finlandais. Le succès de leur pavillon, décoré par Akseli Gallen-Kallela, est une occasion de s'affirmer à l'international dans un contexte de russification croissante. Enckell expose cinq œuvres : Au concert, Portrait de la mère de l'artiste, Le pilote, ainsi qu'une Étude d'enfant et un Portrait. Il remporte une médaille d'argent.

### Œuvres monumentales
Dans les années 1900, Enckell reçoit ses premières commandes d’œuvres monumentales : Gethsemane (1902), pour l'église de Savitaipale (détruite en 1918) ; L'Âge d'or pour la Bibliothèque Nationale de Finlande (1904) ; et la fresque de la Résurrection pour l'église Saint-Jean de Tampere (1907), qui contient aussi des œuvres d'Hugo Simberg. Son intérêt pour l'art monumental remonte à ses années d'étude, et il a été profondément marqué par l'intérieur coloré de la « cathédrale » de Francfort-sur-le-Main, visitée en 1894.
Dès son achèvement, la Résurrection est considérée par son ami Sigurd Frosterus comme un chef-d'œuvre de l'art monumental finlandais. Elle est exposée au Salon d'Automne de 1908, et le critique Étienne Avenard souligne la sobriété de l’œuvre et la capacité d'Enckell à représenter les corps « frêles et jeunes ».

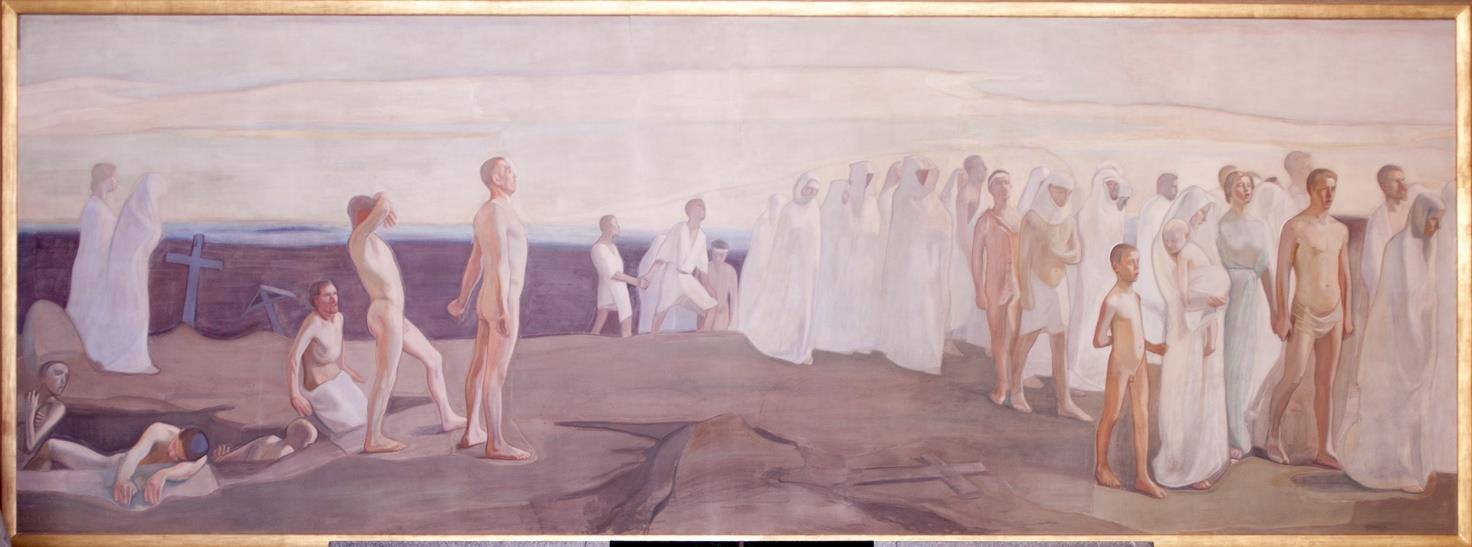
Résurrection (1907).

## Néo-impressionnisme (1900 - 1920)

### Le plein-air

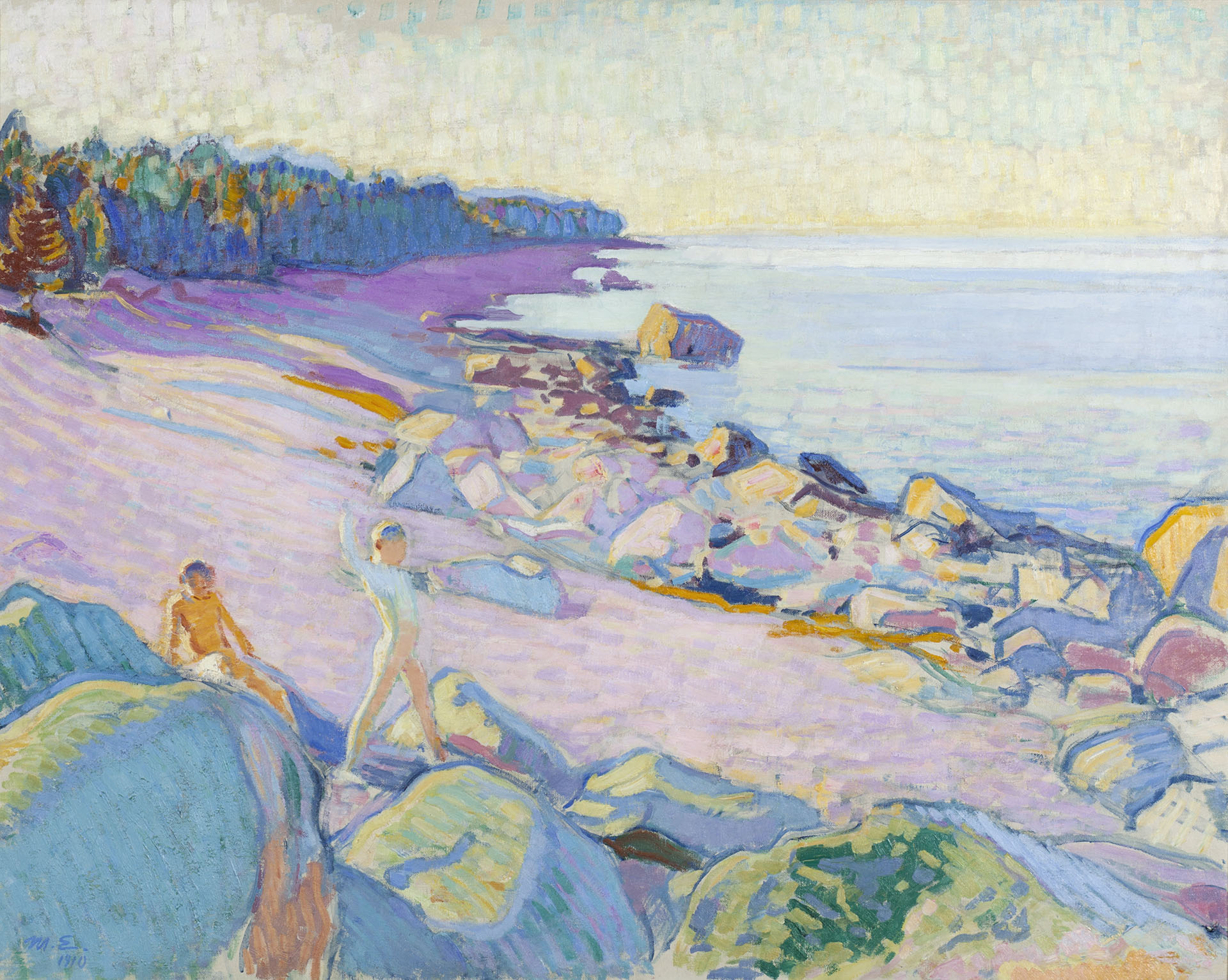
Garçons à la plage (1910).

À partir de 1901, Enckell passe plusieurs séjours dans le golfe de Finlande, sur les îles de Porkkala, qui attire des artistes depuis plusieurs décennies, Suursari, qu'il peint à de nombreuses reprises jusqu'en 1912, et Kuorsalo où il se fait construire une maison en 1919. Ces séjours sont l'occasion de peindre des paysages qui intègrent de plus en plus de couleurs, et Depuis la côte de Suursari, en 1904, montre déjà les intérêts d'Enckell pour le néo-impressionnisme. En plus de sa sœur cadette, avec qui il passe ses étés dans les îles finlandaises à partir de 1910, il invite régulièrement des amis artistes, principalement le peintre Verner Thomé. Accompagnés de Willy Finch, Werner Åström, Sigurd Frosterus et Torsten Stjernschantz (conservateur du musée Ateneum), ils y discutent de théories artistiques qui mèneront à la formation du Groupe Septem en 1912.

### Le Groupe Septem

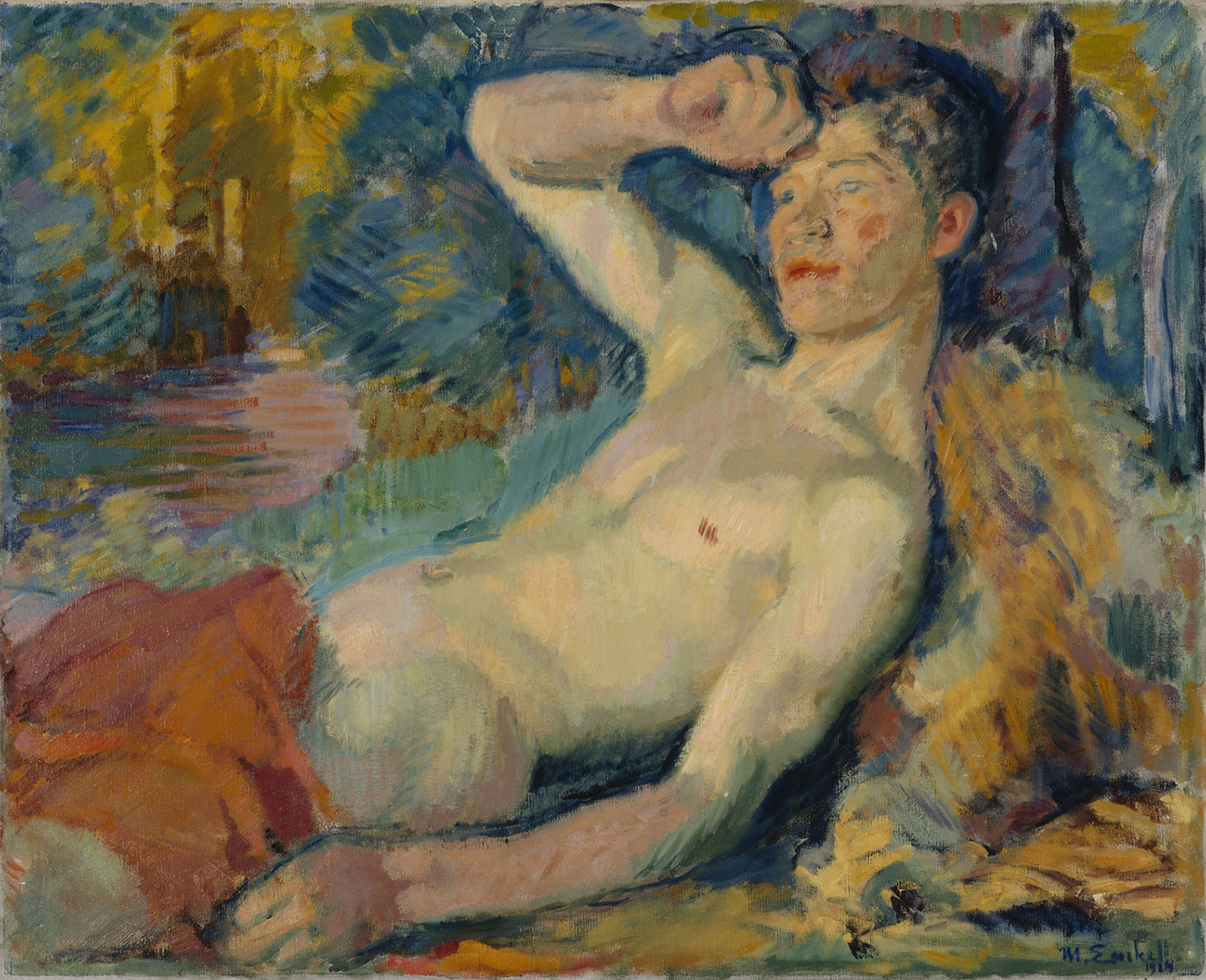
Faune s'éveillant (1914) est présenté à la quatrième exposition de Septem.

En 1904, Enckell et Willy Finch, artiste belge néo-impressionniste installé en Finlande, organisent une exposition qui réunit un grand nombre d’œuvres impressionnistes - entre autres des toiles de Pissarro, Sisley, Monet, Degas et Renoir. La production d'Enckell est alors à un tournant ; un usage nouveau de la couleur apparaît, avec l'influence de Finch et de ses voyages, notamment en Italie, où la peinture romaine conservée à Pompéi l'a fasciné. Son influence au sein de ses compatriotes est importante, au point qu'il est commissaire général de la section finlandaise du Salon d'Automne de 1908, à Paris. Un journaliste de La Liberté rapporte alors les préoccupations d'Enckell : « nous [les Finlandais] ne sommes nés que très tard à la vie artistique et nous n'avons pas encore de tradition plastique ».
Or la section finlandaise ne jouit pas du succès attendu, puisque le public pointe du doigt le manque de couleurs des œuvres. Dès lors, Enckell promeut les théories néo-impressionnistes apportées par Finch, en fondant le Groupe Septem en 1912. Celui-ci compte à l'origine six autres peintres : Finch, Verner Thomé, Yrjö Ollila, Mikko Oinonen, Juho Rissanen et Ellen Thesleff. Il en est le membre le plus influent, et le groupe se fait appeler à l'origine « groupe d'Enckell », adoptant « Septem » à partir de la troisième exposition.

## Dernières années (1920 - 1925)

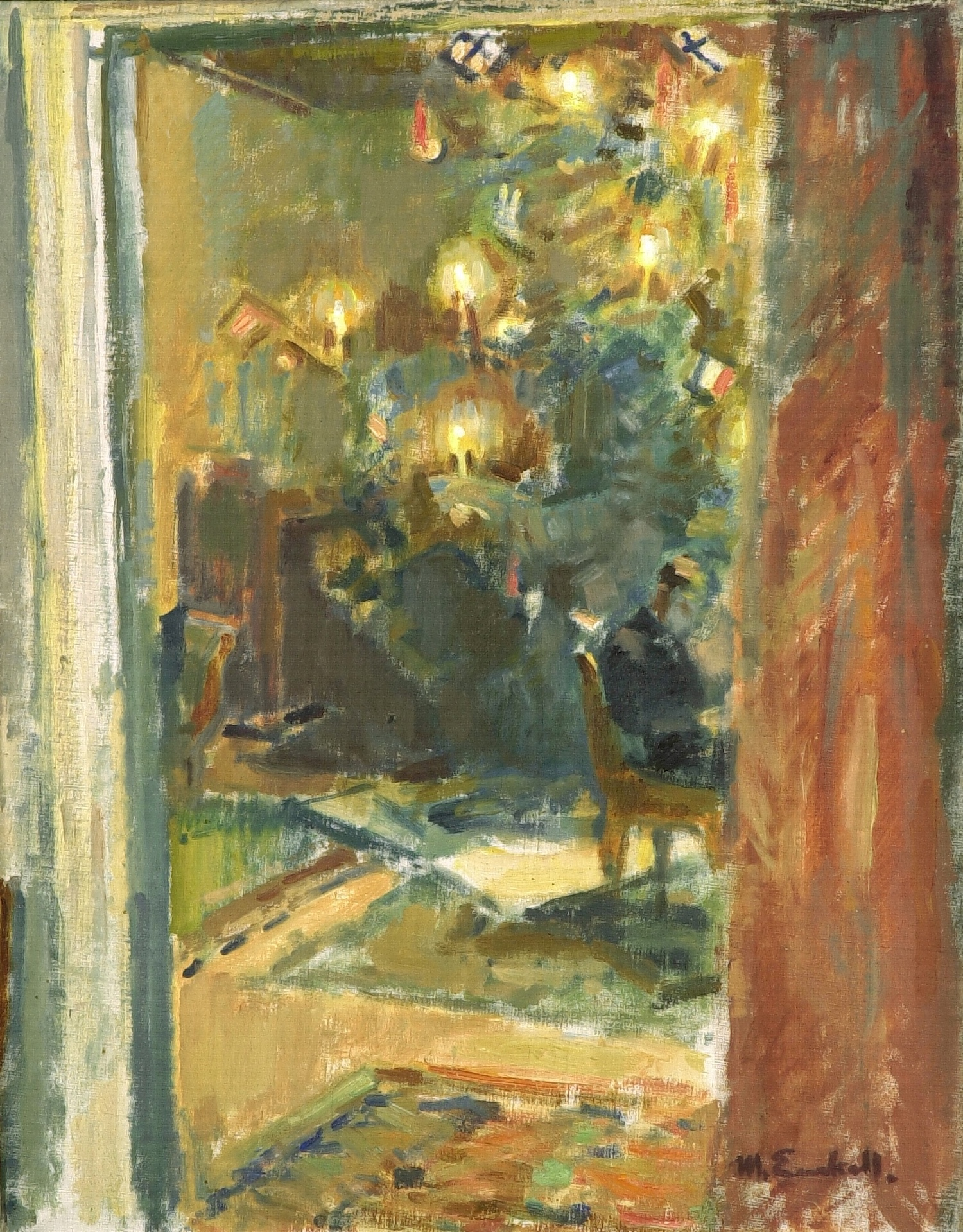
Noël au manoir de Kilo, v. 1919.

En 1920 a lieu la dernière exposition de Septem, à laquelle Thomé et Enckell ne participent pas. L'art de ce dernier entre dans une période hétérogène, oscillant entre différent styles, reprenant les thèmes mythologiques de sa jeunesse ou peignant l'intimité de son foyer. Il peint autant des paysages d'Arcadie que des portraits réalistes, des natures mortes ou des sujets chrétiens, notamment les vitraux de l'église de Pori commencés en 1924. Ses nombreuses scènes d'intérieurs comportent pas ou peu de personnages, qui semblent pensifs ou absents.

### Chaos(1917 - 1919)
Entre 1917 et 1919 il réalise une série de toiles et croquis intitulés Chaos, Agonie et Purgatoire. Cette série rappelle certaines de ses œuvres symbolistes, mais le réalisme et le pathos y sont plus développés. Les historiens de l'art ne s'accordent pas sur la dimension politique à lui donner : s'il n'est pas indifférent à la guerre civile finlandaise et participe à des œuvres de charité, le conflit n'a pas particulièrement affecté sa carrière, et il expose à Helsinki en 1918 et 1919. Pour Dan Holm, ces représentations symboliques de la souffrance semblent plus liées à des questions personnelles, spirituelles et mystiques que par le conflit.

### Un artiste reconnu

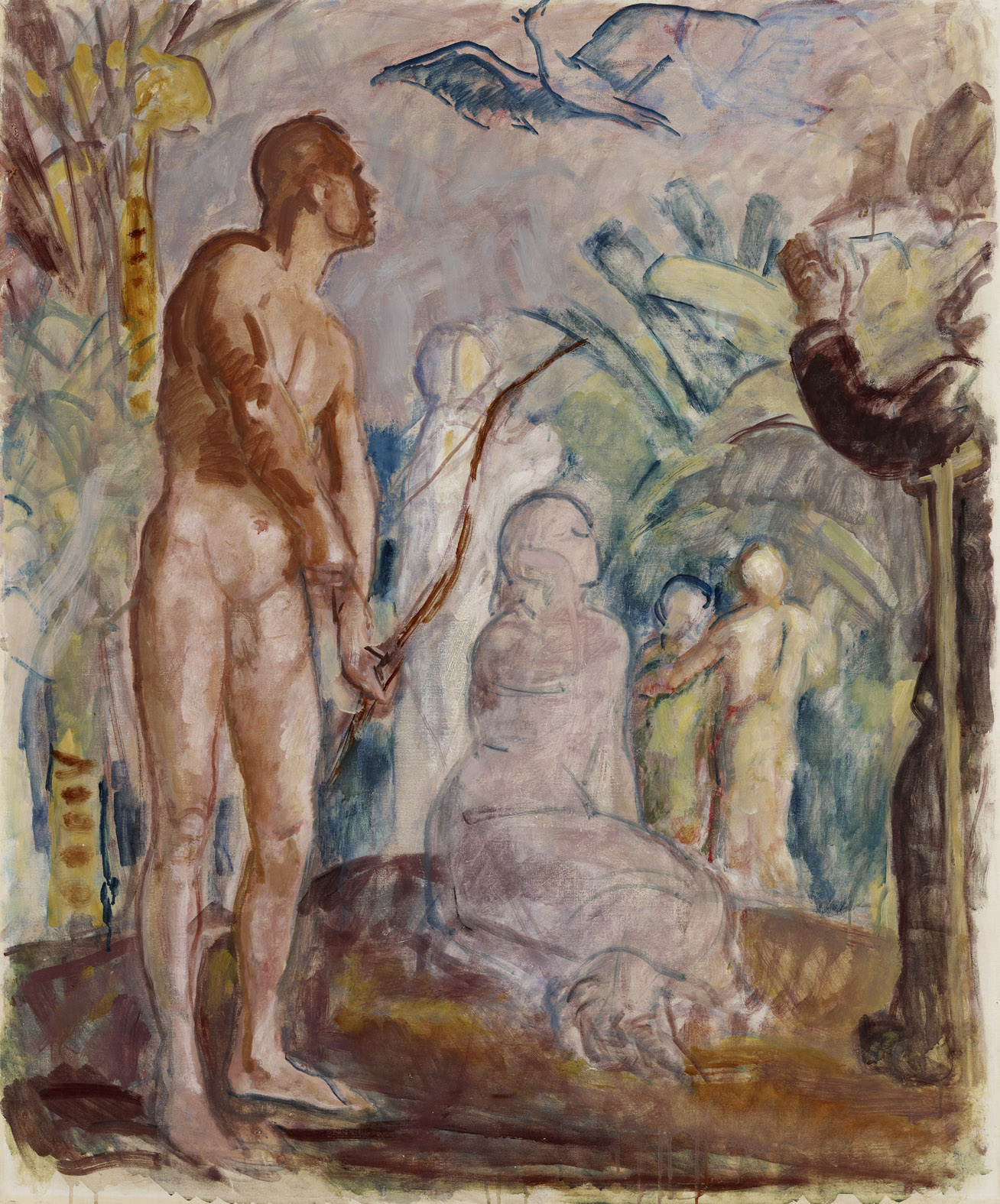
Étude pour Oiseau de paradis (1925).

À la fin de sa vie, Enckell est un artiste reconnu et influent depuis déjà plusieurs années. À la mort d'Albert Edelfelt en 1905, il hérite de son atelier et lui succède en tant qu'« ambassadeur culturel » de la Finlande. Il est en outre président de l'Association des Artistes finlandais de 1915 à 1918. Il reste proche de nombreux artistes, notamment l'architecte Frosterus, concepteur d'un appartement qu'il achète en 1924.
En 1925, le musée Ateneum présente 192 de ses œuvres dans une grande rétrospective. Alors que l'exposition est transférée à Stockholm, Enckell attrape une pneumonie qui lui sera fatale ; il meurt à Stockholm le 26 novembre, et est inhumé à Hamina. Les vitraux qu'il avait conçus pour l'église de Pori sont mis en place après sa mort, et il n'a pas pu réaliser le pendant de L'Âge d'or pour la Bibliothèque Nationale de Finlande, intitulé Oiseau de Paradis, connu par des études et croquis de 1925. En janvier 1926, la revue L'Art et les artistes lui consacre un article, saluant « ce grand peintre [qui] était une des gloires les plus pures de la jeune Finlande ».

## Vie privée
Enckell ne s'est pas marié. En 1902, lors d'un séjour à Porkkala, il a une brève relation avec Anne Emilia Holmlund, représentée sur plusieurs œuvres. Leur fils Jorgen naît l'année suivante, et sera adopté six ans plus tard par la sœur aînée d'Enckell, Aina Allén.
L'homosexualité de l'artiste - ou sa bisexualité - n'était pas secrète mais a été écartée par les historiens de l'art du XXe siècle. Ses représentations de corps masculins sensuels et son usage de la couleur n'ont pas fait l'unanimité parmi les critiques de son temps, mais sont aujourd'hui un nouvel angle d'étude de son œuvre.
En 1920, Enckell a acheté la Villa Eka à Ellan de la Chapelle, qui était l'épouse d'Albert Edelfelt.